# Bintuang
Bintuang is een bestuurslaag in het regentschap Nias Selatan van de provincie Noord-Sumatra, Indonesië. Bintuang telt 184 inwoners (volkstelling 2010).